# Jim Pla
Pour les articles homonymes, voir Pla.
Jim Pla, né le 6 octobre 1992 à Béziers, est un pilote automobile français.

## Carrière
- 2003 : Karting, Champion de France Minimes avec 4 victoires.
- 2004 : Surclassé en Cadet par la Fédération Française du Sport Automobile, Champion de France Cadet, 3 victoires
- 2005 : Surclassé en Junior, 8e du Championnat, 1 victoire.
- 2006 : Pilote d'usine Sodikart, Vainqueur de la pré-finale de la Winter Cup en Italie, atteint la finale du championnat d’Europe CIK/FIA et prend la 4e place de la Coupe de Champions d’El Vendrell en Espagne
- 2007 : Gagne le concours de détection de la FFSA dans sa région et reçoit une bourse pour rejoindre l'Autosport Academy et participer au Championnat de Formule Renault Campus, 6e avec 3 Pole Positions, 1 victoire et 4 podiums.
- 2008 : Formule BMW Europe avec DAMS, 17e du Championnat.
- 2009 : Formule BMW Europe avec DAMS, 5e avec 3 Pole Positions, 4 victoires, 6 podiums et 2 meilleurs tours.
- 2010 : Formule 3 Euroseries, avec l'écurie ART Grand Prix, 10e du Championnat avec 1 victoire
- 2013 : Porsche Carrera Cup France, avec l'écurie Nourry Compétition 3e du championnat, 1 pole, 3 podiums, Meilleur Jeunes Talents Rookies.
- 2014 : Porsche Carrera Cup Allemagne avec l'écurie Molitor Racing Systems
- 2015 : Porsche Carrera Cup France 5e place au classement général avec le Team Racing Technology → Grâce à lui et son coéquipier Mathieu Jaminet, le Team Racing Technology remporte d'ailleurs la première place des Teams.

## Divers

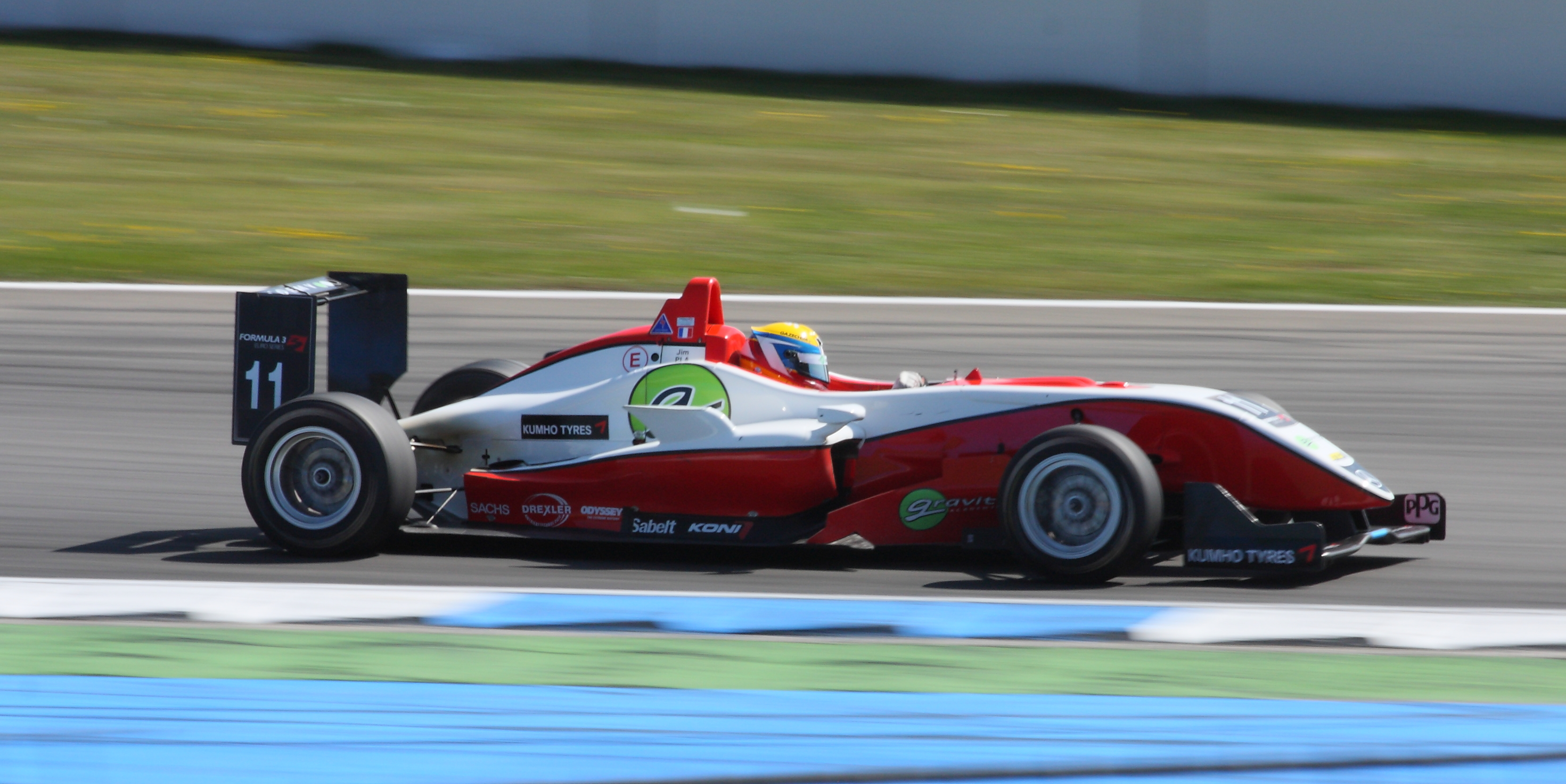
Jim Pla en Formule 3 Euro Series en 2010 à Hockenheim.

Jim Pla n'a pas de lien de parenté avec le pilote Olivier Pla, ancien pilote de GP2 Series et qui court actuellement en Championnat du monde d'endurance FIA.